# 海派 (文藝)

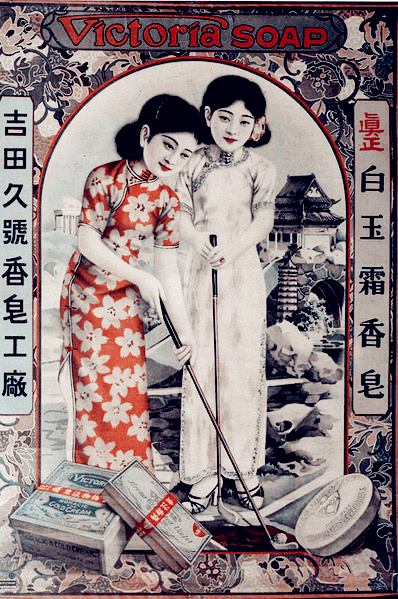
1930年代上海的香皂广告

海派，指受到上海文化影響的文藝派系。海派文化的主体，根植于江南地区传统的吴越文化，并融入了开埠以后来自西方欧美地区的各国文化，而逐步形成的一种不同于中国其他地区，而属于上海的独特文化。海派文化对于中国近现代社会生活产生了影响。
「海派」一词之出典依然待考，一般认为清末民初的“海上画派”有关。海上画派的前源是以董其昌为代表的松江画派。后随着上海商业的繁荣，越来越多的人开始以卖画为生。因从正统文化来看，上海的繁华只是离经叛道，左宗棠便称“海上”为“江浙无赖文人之末路”。海上画派之名因此得来。其名声最卓著者为“四任”，以善花鸟、人物、肖像、山水的任熊为首，包括任薰、任伯年、任预。此外还有赵之谦、吴昌硕、虚谷等知名画家。随后又有海派京剧的崛起。海上文坛的兴起又将海派文化推上新高峰。据统计，从1902年到1916年的十五年中，中国新创文学期刊达57种；其中29种以小说命名，上海占其中22种。
五四运动之后，新文化运动在全中国兴起，被称为中国的“文艺复兴”。新文化运动在北京和上海均有很大的发展，其早期骨干胡适、鲁迅、钱玄同、刘半农等虽在北大成军，但其文化能量莫不起源于上海。京沪两地在新文化运动的头十年大致平分秋色。1920年代初的北京，除了文研会，以北大教授为核心形成另外两个著名文学社团。1924年11月创刊的《语丝》，以鲁迅为主将，集合了周作人、顾颉刚、钱玄同、刘半农等。另一派是以英美派为代表的胡适集团。由徐志摩、蒋廷黻、梁实秋等创办的《现代评论》以自由主义为标榜。林语堂是一个例外，他没有参加《现代评论》，而加入了《语丝》。后来《现代评论》的骨干又组织了新月派。1926年张作霖入京，实行文化高压，大学教授纷纷南下，北京文化界陷入凋零，上海成为新文化运动的大本营。随后伴随着“左联”以及“孤岛文学”的兴起，上海文学界出现了持续繁荣。
如今，上海市人民政府每年都会举办繁多的文化艺术活动。同时，民间的文化交流也不断的兴隆，国际、国内的交流、访问演出不断，是许多国际、国内知名演出团体和文化机构登陆中国的首选地点之一。

## 文学

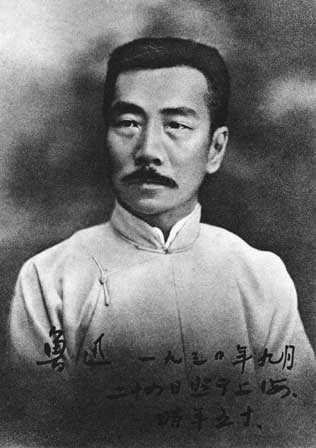
近代著名作家——鲁迅

早在魏晋时期，华亭人陆机、陆云为当时一代文豪。1919年以后，由于租界独特的政治制度，大批文化名人纷纷进入上海。因此上海迅速成为当时新文学的重要基地。左翼文学、新感觉派文学、鸳鸯蝴蝶派等一批文学流派和鲁迅、茅盾、巴金、郁达夫、丁玲、张爱玲等一批文学巨匠纷纷在上海创作或成长。1980年代以后，海派文学出现了叶永烈、叶辛、王安忆、韩寒等一大批作家，闻名全国。

## 美术

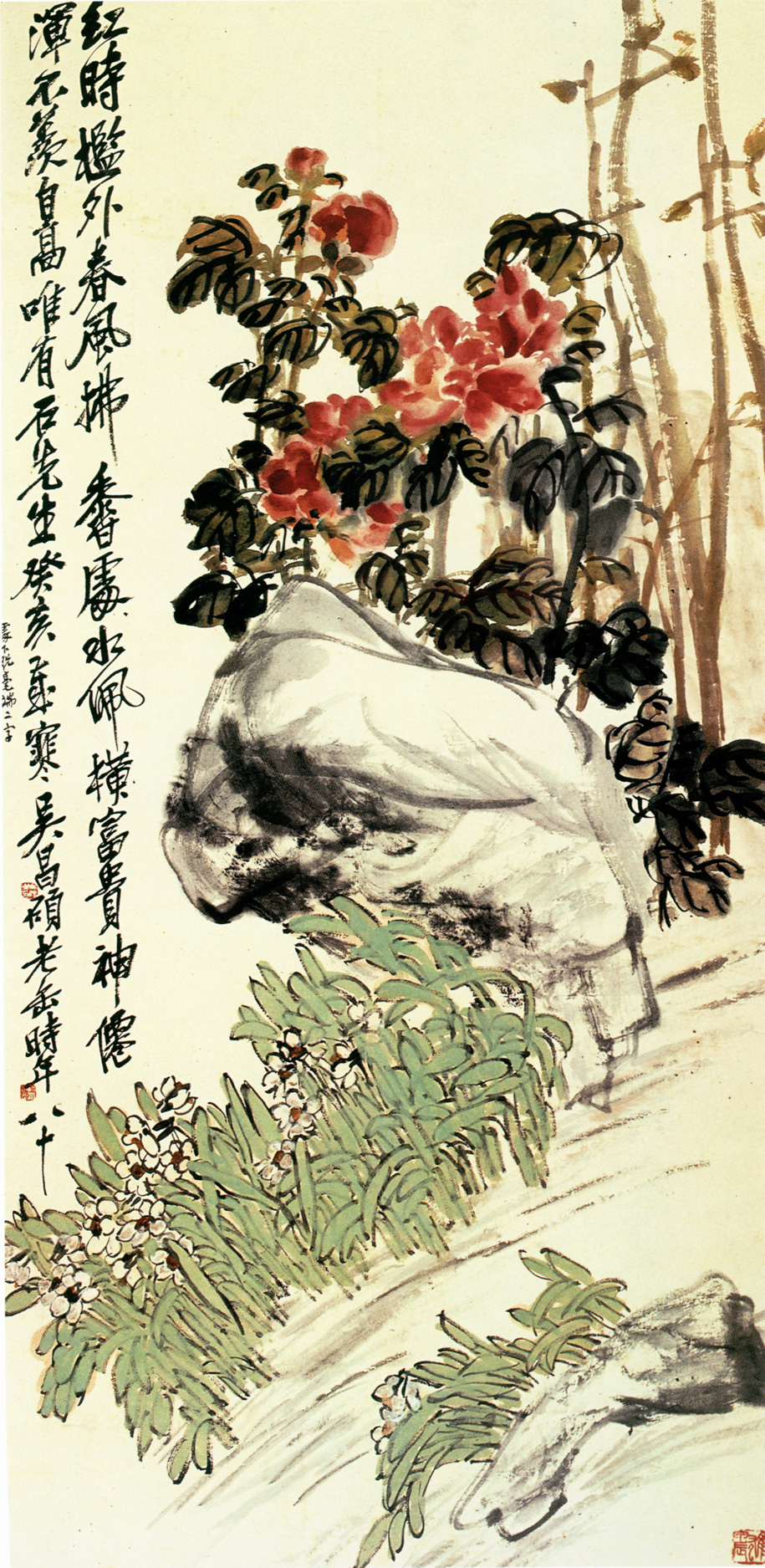
吴昌硕《牡丹水仙图》

上海的美术创作，早在元朝便具有一定的知名度。明代，以董其昌为首的松江画派享誉全国，并在清代得到进一步发扬，并主导了江南地区的画风，出现了例如顾昉之类的大家。而自明代以来，随着天主教和徐光启的原因，西方美术也一度进入上海。
随着1843年上海开埠，中国传统书画与西方美术都得到新的发展。传统书画上，形成以吴昌硕、李叔同为代表的海上画派，内容多以花鸟鱼虫为主。而西方美术也在同治年间，由徐家汇天主教堂开办了中国最早的美术教育机构，土山湾画馆。民国建立后，由于经济的发展更加迅速，中外交流的丰富，上海逐渐成为中国美术的中心，张大千、刘海粟、徐悲鸿、丰子恺等名家定居上海。摄影、木刻、雕塑、漫画、连环画等各种美术形式相当活跃。著名的漫画《三毛》也是在这一时期的上海由张乐平创作而成的。
1949年以来，上海的美术界在不同方面都有自己的发展。目前，上海有着例如上海美术馆为主的美术展览机构，和以莫干山路50号、田子坊等一系列的美术创意园区。而传统美术上，1960年代的上海中国画院则代表着上海国画艺术界。自1996年以来的，上海双年展则是上海中外美术交流的重要场所，在亚太地区具有较高的影响力。

## 传统戏剧

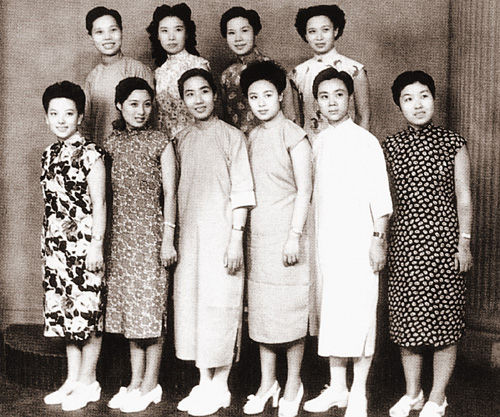
1947年越剧《山河恋》上演时越剧十姐妹合影

上海是传统戏剧与现代戏剧在中国的中心之一，是诸如沪剧、越剧的兴起和发祥地，也是京剧、昆剧的发展重镇。
上海开埠后，随着经济繁荣发展，文艺演出成为民众日常主要的休闲娱乐形式。苏州的四大昆班、徽班的皮黄等纷纷借机进入上海。1876年，《申报》更是使用京剧一词命名皮黄，并流布全国。1920年代以后，京剧艺术在上海更加繁荣，并逐渐形成了以周信芳、盖叫天为首的海派京剧风格。这一时期，大批京剧名家居住在上海，包括大家梅兰芳。同一时期，浙江嵊县（今浙江嵊州）小歌班也进入上海，并博采众长，逐渐形成了越剧这一新剧种。1947年，越剧十姐妹上演《山河恋》，成为越剧一大盛事。上海本地的传统唱腔在融合了现代戏剧形式后，形成了特有的沪剧这一剧种。这一时期，各剧种和演出机构在商业化背景下，纷纷完成经营模式上的转型为未来的发展奠定了基础。
目前，上海主要的传统剧团有上海京剧院、上海昆剧团、上海越剧院、上海沪剧院等，以及为数众多的区级剧团。另外，上海也成为这些剧种中外交流和国内业界交流的重要场所。自1992年以后，上海昆剧团经常造访台湾进行演出。2010年末，京津沪京剧流派对口交流演唱会在上海大剧院举行，全国五大国家级重点京剧院来沪展演，为梨园交流的盛会。

## 现代戏剧

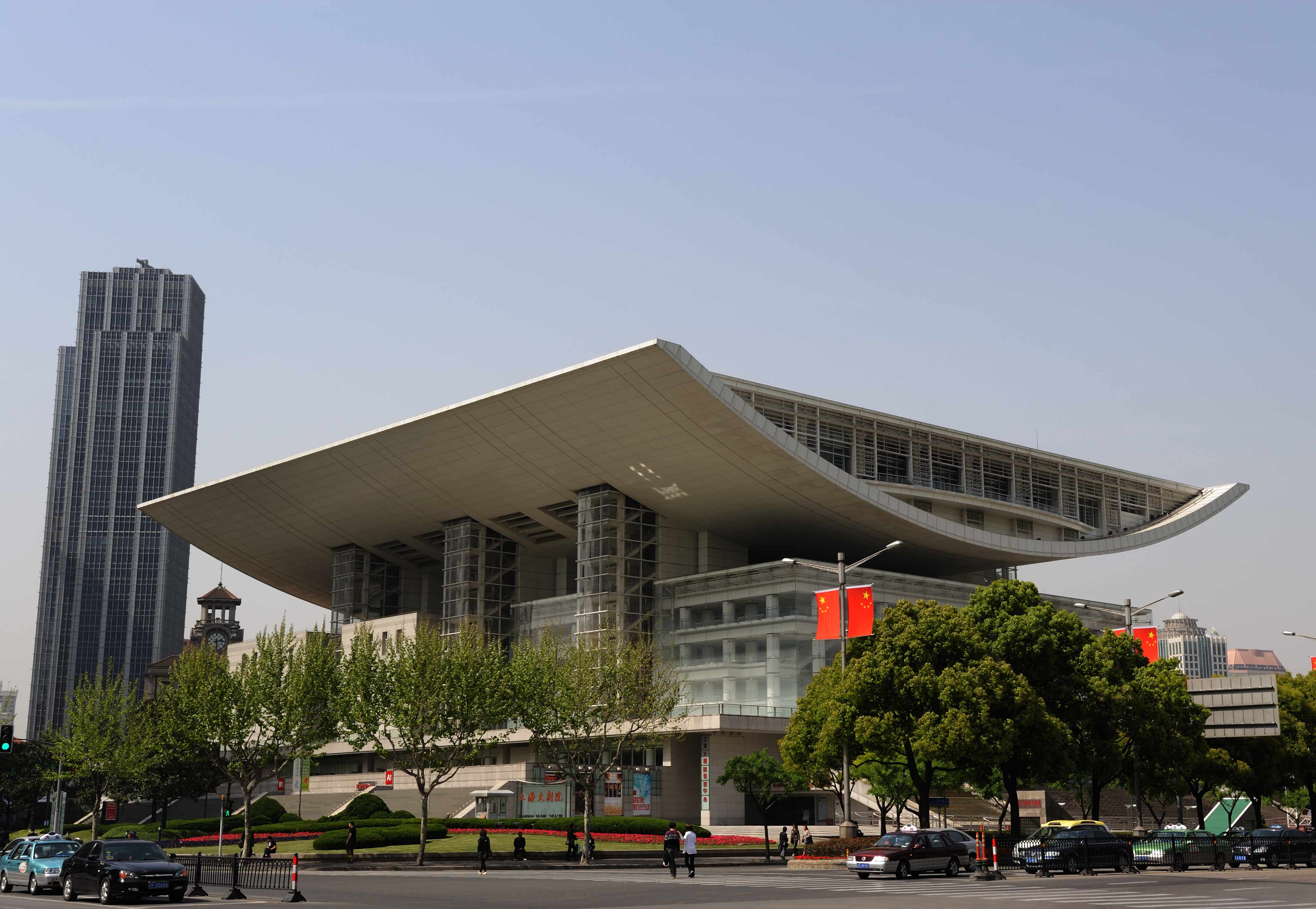
上海歌剧演出的重要场所——上海大剧院

除传统戏剧外，上海也是话剧、音乐剧、歌剧等现代化剧种在中国的发源或发展地。
早在19世纪末，话剧已在教会学校中产生，当时主要以英语演出西方名剧的片段。1899年圣诞节，上海圣约翰书院的中国籍学生自排《官场丑史》，成为有记录的最早的一出剧目。1907年，《黑奴吁天录》在兰心大戏院公演，成为早期话剧形成的标志。新文化运动后，话剧成为青年学生和知识分子宣传、表达自己观点的方式。进入1920年代以后，音乐剧开始进入中国，著名音乐人黎锦晖于1920年将自行创作的歌舞剧《麻雀与小孩》搬上上海舞台。
1949年以后，上海现代戏剧进入新的发展时期。1950年代成立的上海人民艺术剧院、上海歌剧院和上海戏剧学院 及1927年成立的国立音乐院 成为上海现代戏剧的演出机构和专业培训机构。目前，上海话剧界形成以上海话剧艺术中心为主的演出团体，而音乐剧和歌剧方面，通过引入大批国际上优秀的歌剧和音乐剧演出团队促进了上海演出市场的繁荣。加之上海音乐厅和上海大剧院的改造和竣工，也为音乐剧与歌剧提供了世界一流的演出场地。2002年百老汇的经典音乐剧《悲惨世界》来沪首演，受到民众的追捧和普遍好评。2003年，同为百老汇经典音乐剧的《猫》 也献演沪上舞台，并受到极大关注。此后，如普契尼的经典歌剧《波西米亚人》、《图兰朵》 均引起极大反响。

## 曲艺

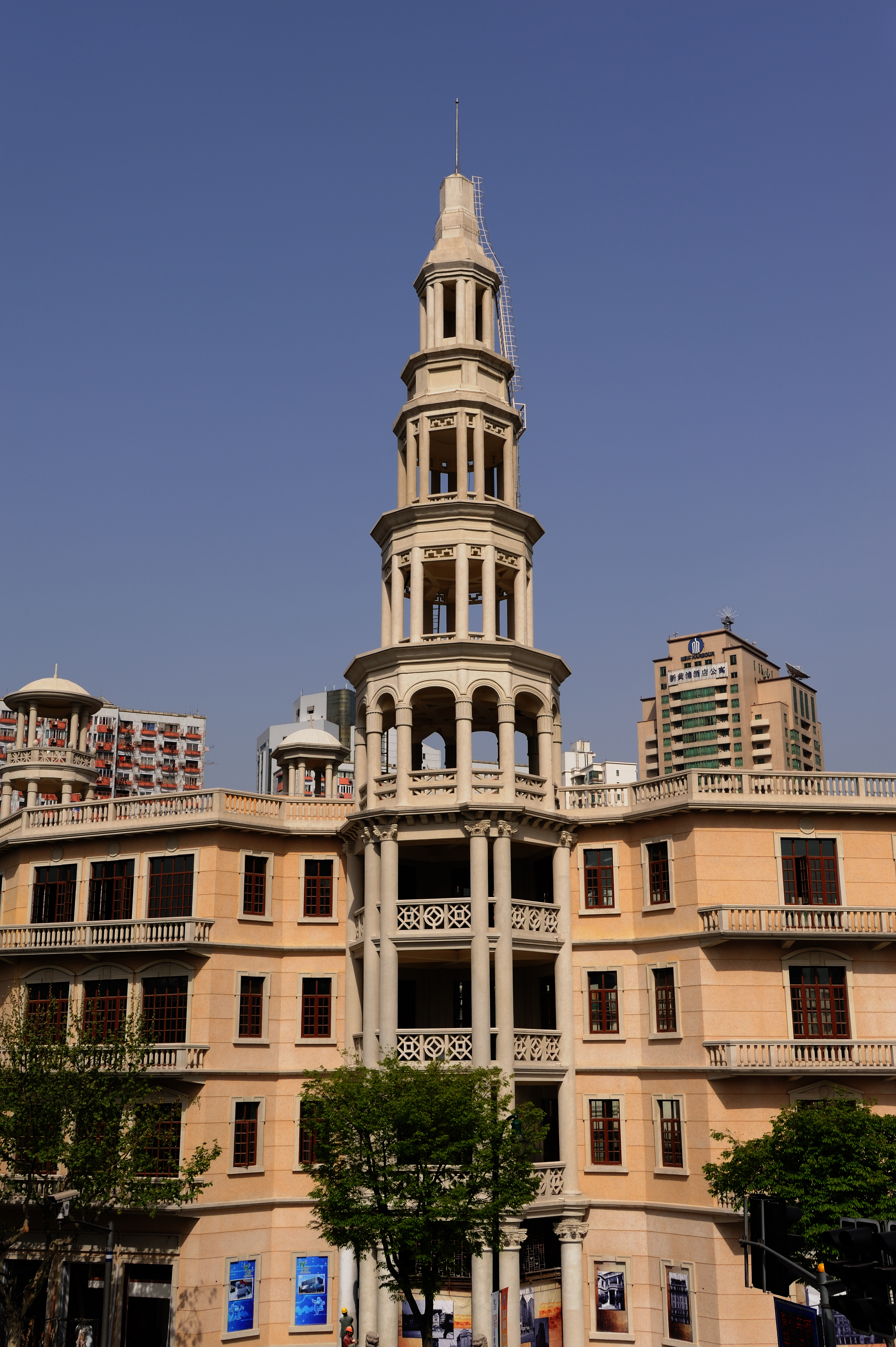
曾为上海杂技魔术的中心--大世界游乐场

和其他艺术形式一样，上海也是各种曲艺艺术的交流中心之一。
1843年以后，评弹籍着语言与地理位置的优势，从苏州扩展到上海，上海因此成为继苏州以外的评弹发展中心。1930年代，随着商业电台的普及，评弹艺术迅速发展。当时每天的评弹节目共有103档，总计4120分钟。1940年，电台为给大百万金香烟做广告，更是以“空中书场”名义集中播送评弹节目，鼎盛一时。而滑稽戏则是在1920年代末期，在吸收了话剧艺术和传统说笑艺术的情形下诞生。通过以上海话和其他吴语方言，说学做唱，来娱乐民众生活。而1912年开业的大世界游乐场则为上海曲艺界提供了极好的演出场所，而大世界也因此成为上海曲艺界的中心。
目前，上海评弹界除排演新剧目外，也加强了与江浙地区同业的交流演出。滑稽界，在三大滑稽剧团，上海滑稽剧团、上海人民滑稽剧团和上海青年滑稽剧团的带领下，借助电视、舞台等多形式演出，其中《老娘舅》节目自1995年起连演12年，成为上海电视上最长寿的电视节目之一。1999年上海马戏城在闸北大宁地区落成，成为杂技表演的中心。此外，以浦东说书、松江锣鼓书等地区性曲艺形式通过今年来的发展和传承，逐渐得到重视，并于2008年入选入选国家第二批非物质文化遗产名录。

## 电影

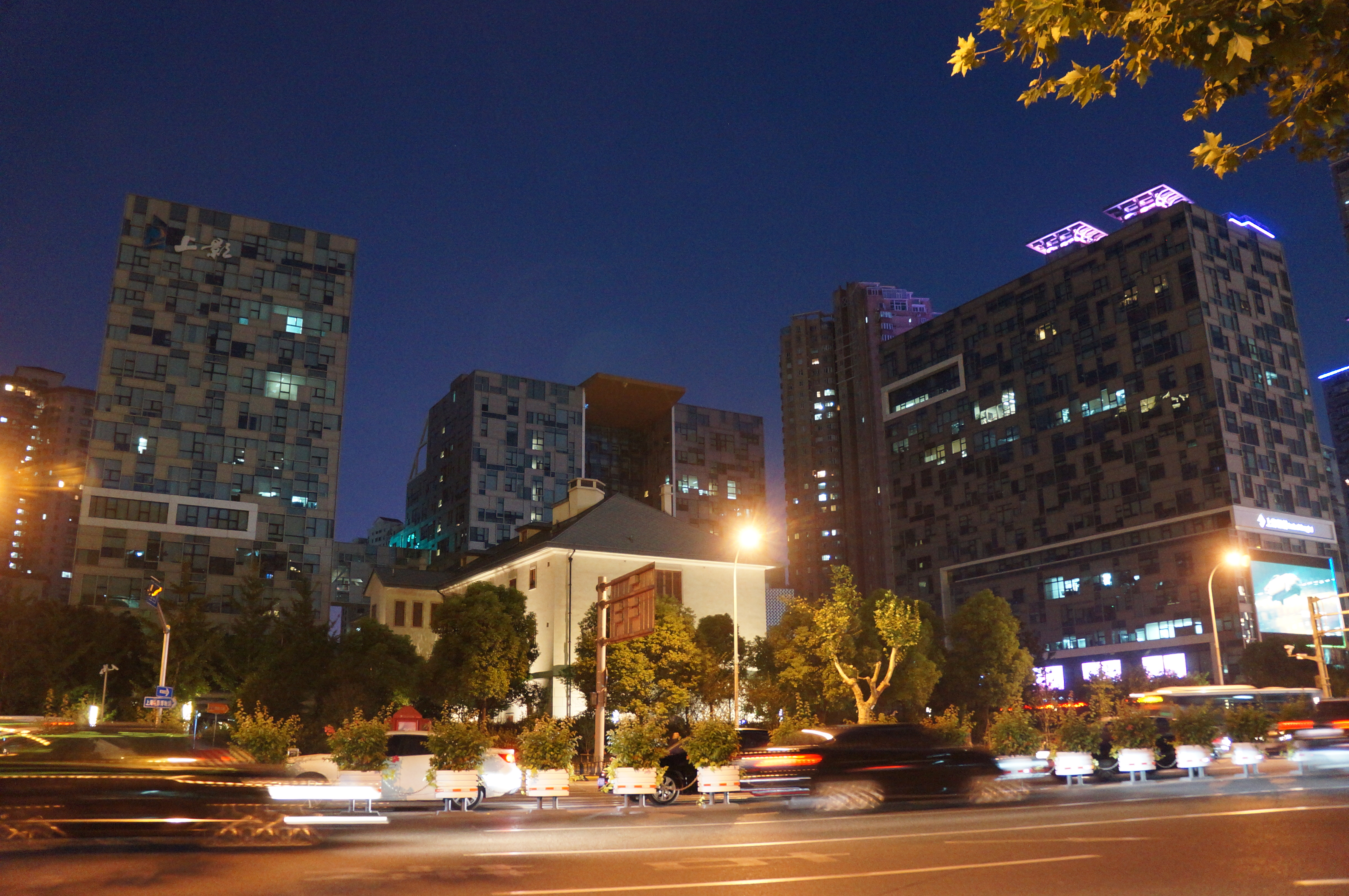
上海电影集团总部

上海是中国最早引进并放映电影的城市，同时也是很长时间以来中国影业的中心。1896年8月，上海徐园的又一村便播放了当时名为西洋影戏的电影。1909年，中国最早的电影公司，亚细亚影戏公司在沪成立。此后，上海的影业公司迅速发展，电影制作量急剧上升。仅1921年至1931年间，上海各类电影公司摄制的故事片就多大650余部。随着电影业的迅速发展，这一时期，上海也培养了一大批中国最早的影星，如阮玲玉、胡蝶、周璇、赵丹、上官云珠、黎明晖、王人美等。
1949年，上海电影制片厂成立。此后，在1950年代，随着经济制度的改革，大量私营电影公司整合、关闭。上海的电影业界主要由国有的上海电影制片厂、上海美术电影制片厂、上海科学教育电影制片厂、上海电影译制厂 等构成。2003年，相关国有影业摄制单位合并组建上海电影集团。

## 音乐
上海的音乐，早期以传统民族音乐的江南丝竹为主。上海开埠后，西洋音乐传入，管弦乐队、音乐会纷纷在上海建立举办。1878年，上海管乐协会成立管乐队，后改为上海公共租界工部局官方乐队，即今上海交响乐团的前身。1903年，旅日回国的上海留学生沈心工应南洋公学聘请，开设乐歌课，成为中国第一位教授新式唱歌的音乐教师。此后，李叔同、高寿田等也开设进行新式歌曲的创作。
1920年，黎锦晖开始创作歌舞剧《麻雀与小孩》，开创中国近代歌舞音乐和歌剧的创作。此后黎锦晖、严华等一批音乐人相继写了一大批知名歌曲如《桃花江》等，加之电影业的发展，都极大促进国内和上海流行歌曲的发展。进入1930年代，上海流行音乐进入繁荣时期。《夜上海》、《苏州河畔》、《夜来香》、《何日君再来》、《玫瑰玫瑰我爱你》、《如果没有你》、《恭喜恭喜》、《明月千里寄相思》等，均创作并流行于这一时期。除流行音乐以外，鉴于当时局势，上海的大部分音乐人也兼创作爱国歌曲，如冼星海、聂耳、任光等，创作了如《毕业歌》、《大刀进行曲》等。现在使用的中华人民共和国国歌《义勇军进行曲》，也是在1935年由知名音乐家聂耳创作于上海。
1949年以后，上海的流行音乐以及电影原声音乐为一些适于群众演唱的合唱歌曲和红色革命歌曲所取代。而另一方面，以往被忽视的传统乐曲受到重视，一些濒危的民乐受到保护和恢复。1959年，为庆祝中华人民共和国10周年，上海市文化局和中国音乐家协会上海分会开始举办一年一届的“上海之春”音乐舞蹈节。1966年后，音乐创作基本鲜有，主要为改编一些红色革命题材的音乐。

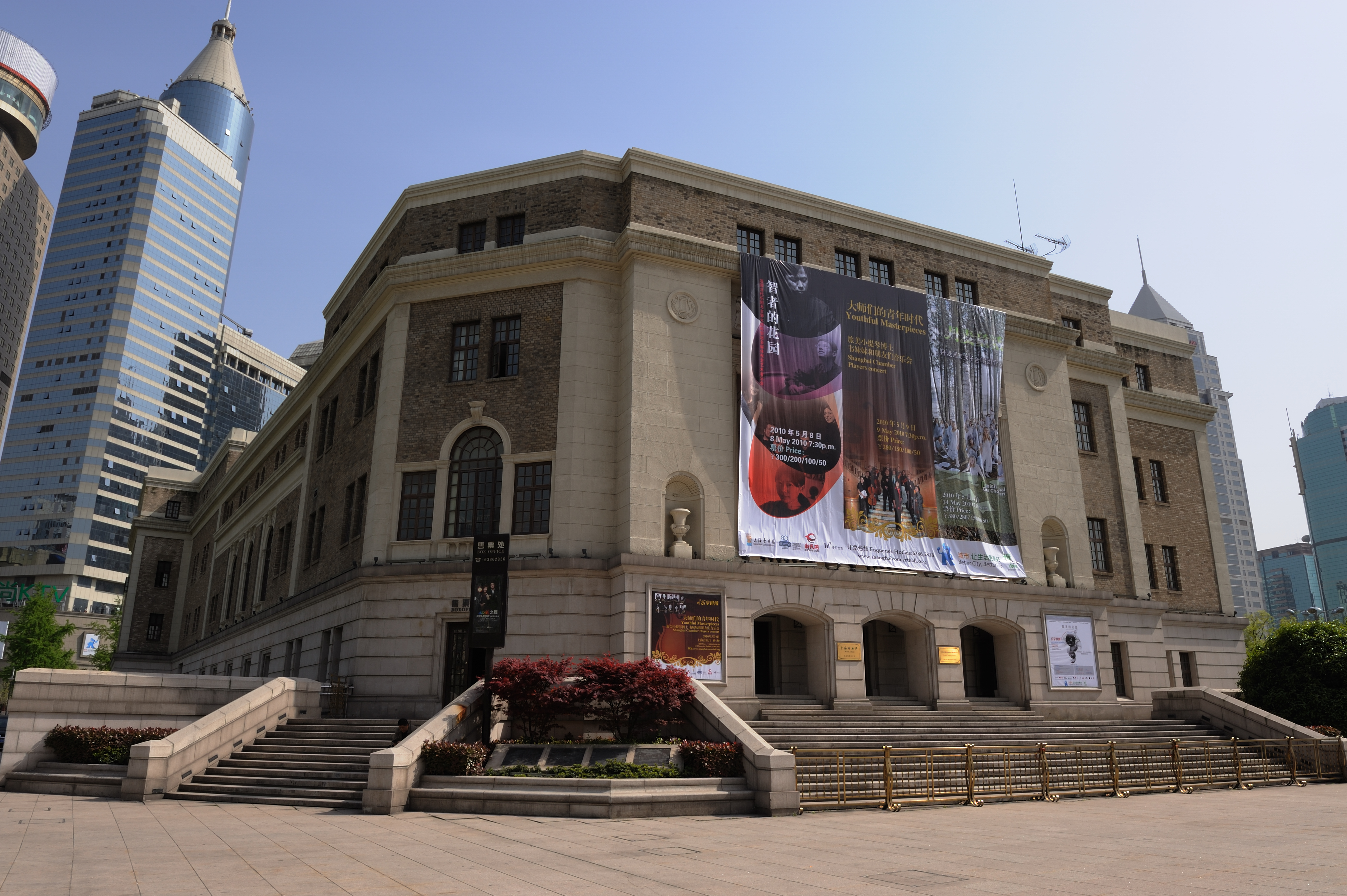
上海音乐厅

1978年，上海之春音乐舞蹈节恢复举行，后更名为上海之春国际音乐节。1970年代末，上海相关机构开始进行民间音乐的普查，采集并整理到上海民歌2400余首，民间乐曲2823首，并结集出版，为上海民间音乐的传承发挥巨大的作用。1980年以后，由于专业音乐教育的恢复，上海共有数百人先后荣获了各类国际比赛的奖项。孔祥东、黄英、廖昌永等均成为国际闻名的音乐表演家和演唱家。在西洋音乐普及上，上海电台创立星期广播音乐会，并持续至今，培养了一大批欣赏西洋音乐的听众。同时一些国际性音乐团体和大师也时常在上海音乐厅、上海大剧院和东方艺术中心进行交流演出，如帕尔曼、小泽征尔、马友友、柏林爱乐乐团、纽约爱乐乐团等。
流行音乐方面，上海本地的相关制作和乐团在1970年代以后开始逐渐复苏。1993年，为鼓励上海和中国的流行音乐的发展，上海东方广播电台设立专业的流行乐榜单，即东方风云榜。而本土的流行乐也培养了一批著名歌星，例如毛阿敏、胡彦斌等。此外，上海在国际流行乐交流上，组织和媒体都大力推动，上海的流行音乐电台——动感101连续数年转播格莱美颁奖典礼。此外，一些国际流行乐坛的著名歌手都在上海举办过个人演唱会，例如惠特尼·休斯敦、席琳·狄翁、瑪麗亞·凱莉，林肯公園，比吉斯、海莉·薇思特拉、滨崎步 等。